# Объёмная вязкость
Объёмная вязкость (вторая вязкость) — параметр уравнения Навье — Стокса, наряду с динамической (сдвиговой) вязкостью, возникающий в сжимаемых жидкостях и газах. Вторая вязкость проявляется при объемных деформациях среды, например при распространении ударных волн, и приводит к дополнительной диссипации механической энергии..
В уравнении Навье—Стокса
{\displaystyle \rho \left({\frac {\partial \mathbf {v} }{\partial t}}+(\mathbf {v} \cdot \nabla )\mathbf {v} \right)=-\nabla p+\eta \Delta \mathbf {v} +\left(\zeta +{\frac {\eta }{3}}\right)\nabla {\text{div}}\,\mathbf {v} }
вторая вязкость (объёмная вязкость) обозначена буквой {\displaystyle \zeta }.
В молекулярно-кинетической теории показывается, что для разреженных одноатомных газов объёмная вязкость приближенно равна нулю. Для двух- и многоатомных газов объёмная вязкость неотрицательна, что следует из второго начала термодинамики. 
Вторая вязкость — в целом мало изученный параметр. Для воды его значение равно 3,09 сантипуаз при температуре 15 °C и давлении 1 атмосфера.